# الحرب على القاعدة في اليمن
حركة تمرد تنظيم القاعدة في اليمن يشير إلى صراع عسكري بين الحكومة اليمنية، التي تدعمها الولايات المتحدة وبين تنظيم القاعدة والجماعات التابعة لها في اليمن، كجزء من الحرب العالمية على الإرهاب.
بدأت الحملة الحكومة في عام 2001، وتصاعدت في 14 يناير 2010، عندما أعلن اليمن حربا مفتوحة على القاعدة. بالإضافة إلى القتال ضد تنظيم القاعدة في العديد من المحافظات، وبينما اليمن تقاتل في الشمال التمرد الشيعي ومحاولة احتواء الإ نفصاليين في الجنوب. تصاعد القتال مع تنظيم القاعدة خلال فترة الثورة اليمنية في عام 2011، مع الجهاديين الذين استولوا على معظم محافظة أبين وإعلنوا فيها إمارة في نهاية مارس. وخلال الأشهر القليلة الأولى من عام 2012 كان هناك موجه أخرى من العنف والقتال وسيطر المسلحون على مدن في جنوب غرب البلاد وسط معارك ثقيلة مع قوات الحكومة.
ذكرت وثائق ويكيليكس المسربة أن الرئيس السابق علي عبد الله صالح أكد انه سيقول لشعبه ان الهجمات الجوية الأمريكية ضد القاعدة هي من الجيش اليمني، «سنظل نؤكد ان القنابل هي قنابل يمنية».

## معلومات أساسية
عام 1998، قتلت خلية مزعومة للقاعدة أربعة من أصل ستة عشر من السياح الرهائن بعد تعرضهم لهجوم من قبل الجيش. وفجرت خلايا للقاعدة المدمرة الأمريكية البحرية USS Cole عام 2000 وناقلة النفط الفرنسية Limburg عام 2002. كما تم تفجير العديد من أنابيب النفط في المناطق المنخفضة الشرقية. عام 2007، تم قتل سبعة من السياح الأسبان من قبل مسلحين من تنظيم القاعدة بالقرب من مأرب، وعام 2008 تم قتل سائحين بلجيكيين مع سائقيهما اليمنيين في مأرب. كما تعرضت المباني الأمريكية في صنعاء إلى القصف عام 2008.
تتعاون اليمن والولايات المتحدة رسمياً في الحرب ضد القاعدة. ويعتقد بأن عملاء المخابرات المركزية الأمريكية يعملون في اليمن. وطارد هؤلاء العملاء قائد سنان الحارثي، المعروف باسم أبو علي، وقتلوه عام 2002. وهو أحد المسؤولين عن تفجير المدمرة الأمريكية (يو اس اس كول)، وذلك بإطلاق صاروخ من طائرة بدون طيار على السيارة التي كان يستقلها مع خمسة آخرين مشتبه بهم. اتهمت الولايات المتحدة الحكومة اليمنية بالتساهل مع تنظيم القاعدة، بعد أن قام متهم آخر بتفجير المدمرة الأمريكية (يو اس اس كول) بالهرب من السجن للمرة الثانية بطريقة مثيرة. طالبت الولايات المتحدة بتسليمه إليها، ولكن اليمن رفضت، مصرّة على تحرير المعتقلين اليمنيين المحتجزين في معسكر اعتقال خليج غوانتانامو أولاً.
عام 2009 تم إعلان تشكيل تنظيم «القاعدة في جزيرة العرب» كاندماج لفروع القاعدة السعودية واليمنية. وبعد ذلك بوقت قصير، أعلنت الولايات المتحدة بأن القاعدة في جزيرة العرب تشكل تهديداً كبيراً، أكبر من فروع القاعدة في أفغانستان والعراق. وتم نسب هجومين إلى القاعدة في جزيرة العرب. ففي 25 كانون الأول/ديسمبر عام 2009، لم تنجح محاولة عمر فاروق عبد المطلب النيجري الأصل في تفجير قنبلة في طائرة كانت تقترب من ديترويت. وبعد تسعة أشهر، تم إرسال طرد يحتوي على متفجرات داخل طابعة من صنعاء إلى منظمتين يهوديتين في شيكاغو؛ وتم اعتراضه. واعتبر أنور العولقي الأمريكي المولد بأنه العقل المدبر لهذه العمليات وتم تصنيفه زعيماً للقاعدة في جزيرة العرب. وقتل في هجوم طائرة أمريكية بدون طيار في سبتمبر 2011.
استهدفت عدة عمليات عسكرية مشتركة بين الولايات المتحدة واليمن قواعد مفترضة للقاعدة في جزيرة العرب في شرق وجنوب شرق اليمن. جاءت هذه العمليات، والتي غالباً ما كانت تتم بطائرة بدون طيار، بنتائج عكسية في عدة مناسبات، وذلك عندما أخطأت أهدافها وقتلت مدنيين أبرياء. أدى ذلك إلى تزايد المعارضة لتدخل الولايات المتحدة، والذي اعتبر دعماً لنظام علي عبد الله صالح، في ظل غياب دليل واضح على تهديد تنظيم القاعدة في جزيرة العرب. مما دفع بأشخاص أكثر للانضمام إلى الجماعات المسلحة المعارضة لصالح. ولتواجد أعضاء من تنظيم القاعدة في الجزيرة العربية بين هذه المجموعات، غالباً ما وسمت بشكل جماعي على أنها تنتمي إلى تنظيم القاعدة.
في مقابلة في أبريل 2011، دعا قائد يدعى عادل العباب مجموعته من المجاهدين إلى القتال من أجل إقامة الشريعة (القانون الإسلامي) في اليمن. فضل العباب اسم «أنصار الشريعة» في المواجهات مع السكان المحليين، ولكنه اعترف بأنه يشعر بأنه جزء من القاعدة. وقد تحدث عن عدد من النجاحات وحضور متزايد في أجزاء كبيرة من اليمن، وذلك لأن «الناس استطاعت أن ترى بأننا نجلب الأمن». ادّعى العباب بأن مجموعته كانت متحالفة مع حركة طالبان الأفغانية وحركة الشباب الصومالية.
اندلعت حرب غامضة في أبين شرق عدن خلال ثورة الشباب اليمنية 2011، وشاركت تنظيم القاعدة في جزيرة العرب في هذه المعارك. وهناك تقارير عن معارك بين وحدات معارضة من الجيش وميليشيات محلية وجماعات قبلية. وفي يونيو 2011، امتد القتال من أبين واقترب من مدينة عدن. ويفترض بأن القاعدة في جزيرة العرب نظمت هروب 63 سجيناً سياسياً من سجن المكلا، وتم تحرير بعض أعضائها.
في يونيو 2011، أفادت الأنباء بأن قراصنة صوماليين كانوا يستخدمون جزيرة سقطرى لبعض الوقت كميناء لإعادة التزود بالمواد الغذائية والأسلحة والوقود. وبقيت هذه التقارير غير مؤكدة.

## الجدول الزمني

دبابات الجيش اليمني في مواجهة مع المقاتلين في تنظيم القاعدة في جنوب اليمن 2012

### 2009
- ديسمبر 2009 : (مجزرة المعجلة) شنت القوات اليمنية غارات في صنعاء وأعتقلت 13)، أرحب (مما أسفر عن مقتل 4 واعتقال 4)، وهاجمت معسكر تدريب مزعوم في المعجلة وقتلت 24–50 شخصاً،[21][22] بما في ذلك 14 امرأة و21 طفلا. وقالت أية بي سي نيوز أن صواريخ كروز الأمريكية كانت جزء من هذه الغارات.[23][24] نفت الولايات المتحدة انها شاركت في هذه الغارة على الرغم من وجود الأدلة من «منظمة العفو الدولية».[25]
- 24 ديسمبر: قصفت الطائرات بدون طيار الأمريكية [26] اجتماع للقاعدة في محافظة شبوة، مما أسفر عن مصرع حوالي 30 شخصا. وكان هدف هذه الغارة هو القيادي في القاعدة أنور العولقي.[27]

### 2010
- 4 يناير 2010: قتلت قوات الأمن اليمنية اثنين من المسلحين المزعوم انتمائهم للقاعدة في شمال العاصمة.[28]
- 6 يناير: اعتقلت قوات يمنية ثلاثة من نشطاء القاعدة المشتبه فيهم مما ادى إلى اصابتهم بجروح أثناء القبض عليهم من قبل قوات الأمن.[29]
- 13 يناير: أطلق الجيش اليمنى عملية ضربة في الرأس في مدينة صعدة، تهدف إلى مقاتله تنظيم القاعدة السني والمقاتلين الشيعة الحوثيين، وقتل فيها زعيم القاعدة عبد الله بن المحظار.
- 14 يناير: أودت ضربة جوية للجيش اليمني بحياة مالا يقل عن ستة من مقاتلي القاعدة المشتبه فيهم في شمال البلاد.[18]
- 17 يناير: ادعت جماعة صومالية متطرفة ادعت إنه تم التبادل بين مقاتليها مع أسرى موجودين في اليمن. اليمنية المسلحين يقال أيضا إرسال المقاتلين في المقابل. وقال متحدث باسم نادي شباب هذا التبادل في المقاتلين يظهر صلات وثيقة مع اليمن.[30]
- 20 يناير: قصفت القوات الجوية اليمنية منزل زعيم القاعدة المشتبه به شابواني بن عايد، الذي ادعى الجيش أنه كان ميتا منذ أسبوع قبل القصف، وقوبل الهجوم على منزله بالنيران المضادة للطائرات من قريته. ولم يتم الإعلان عن أي خسائر بشرية، لهذا الهجوم.[31]
- 21 يناير: قررت الحكومة التوقف عن إصدار التأشيرات للإجانب لدخول المطارات من أجل «وقف تسلل الإرهابيين»، قررت إصدارها عن طريق السفارات فقط.[32]
- 8 فبراير: الإفراج عن زعيم تنظيم القاعدة «قال على» بن-الشهري رسالة صوتية على إنترنت تدعو إلى الجهاد في شبه الجزيرة العربية.[33]
- 16 مارس: تم التعرف على اثنين من مسلحي القاعدة الذين لقوا مصرعهم في اليمن بسبب الغارات الجوية التي تقوم بها القوات الجوية اليمنية، وقال مسؤولو الحكومة انه قتل ثالث يشتبه في أنه مسلح تابع للجماعات، وأجريت هذه الغارات في جنوب محافظة أبين. وأفيد أن هؤلاء المقاتلين مرتبطون بمحاولة التفجير الفاشلة لطائرة ركاب كانت متجهة لديترويت في العام الماضي. ومع ذلك ليس من الواضح كم من أشخاص آخرين لقوا مصرعهم في هذه الضربات الجوية.[34]

#### معركة في لودر 2010
شن الجيش اليمنى بين 19 و25 أغسطس 2010 هجوما كبيرا في مدينة لودر التي يسيطر عليها تنظيم القاعدة في شبه الجزيرة العربية مما ادى لمقتل عدد من الناشطين بما في ذلك زعماء محليين للقاعدة. وفي 25 أغسطس 2011 زعمت السلطات اليمنية استعادة السيطرة على مدينة لودر الجنوبية التي كان جزء كبير منها في سيطرة نشطاء تابعين للقاعدة.

#### المزيد من الهجمات في زنجبار
في 25 أغسطس، هاجم مسلحون على دراجات نارية دورية عسكرية في جنوب اليمن اليوم الأربعاء، مما ادى لمقتل أربعة جنود وجرح آخر، وقال مسؤول أمني أن تحقيق مبكر أشار إلى أن المهاجمين كانوا أعضاء في تنظيم القاعدة الذي كيف في الآونة الأخيرة من الهجمات البارزة في جنوب البلاد، وقد رفع الهجوم عدد القتلى إلى 53 من الجنود منذ مايو 2010 .

#### معركة الحوطة 2010
هاجم عدد من المسلحين في 20 سبتمبر قرية الحوطة جنوب اليمن وسيطروا عليها، مما دفع الجيش للقتال معهم  ، وحدث هذا أثناء زيارة مستشار أمريكي في مكافحة الإرهاب يدعى جون برينان إلى اليمن، وقيل انه تم استخدام المواطنين كدروع بشرية في الاشتباك الثاني الرئيسي بين مقاتلي القاعدة المحاصرين في الحوطة وقوات الجيش في الأسابيع الأخيرة. ووفقا لمسؤولين يمنيين أن «عناصر القاعدة تمنع السكان من مغادرة الحوطة، لاستخدامهم كدروع بشرية».
دمر الجيش اليمنى خمسة منازل يشتبه في انها تستخدم لإخفاء نشطاء القاعدة في 22 سبتمبر ودخل الحصار المفروض على القرية يومه الثاني، ونفي المسؤولون تقارير تقول أن الولايات المتحدة قتلت ولد أنور العولقي. في وقت سابق في نفس اليوم أبلغت موقع إلكتروني غير رسمية يديرها معارضين أن الحكومة قد حاصرت العولقي. ومع ذلك نفي رئيس البلدية في المنطقة ومسؤولي الأمن أنه كان في المنطقة الواقعة تحت الحصار. ورفض الجيش اليمنى رفض التعليق على العملية. وذكر موقع إخباري في وقت لاحق أن قوات الأمن قد حاصرت مجموعة من زعماء القاعدة المشتبه فيهم في قرية جنوب اليمن، ربما بما في ذلك نجل أنور العولقي. وصد مسلحي القاعدة محاولات متكررة من قبل القوات الحكومية التي تدعمها الدبابات والمدفعية الثقيلة لاستعادة السيطرة المدينة المحاصرة. وقال مسؤول عسكري أن المسلحين استخدموا نيران القناصة والألغام الأرضية لإبقاء الجنود خارج المنطقة، مما اضطر الجيش تغيير أساليبها. وحاولت القوات اليمنية إرسال طائرات هليكوبتر إلى القرية ولكنها قوبلت بمقاومة شرسة، قال اثنان من سكان القرية أن أربعة جنود أصيبوا بجروح ونقلوا بعيداً في سيارات إسعاف. وفي محاولة أخرى اصيب ستة جنود بجروح برصاص القناصة في ضواحي المدينة، وأكد مسؤولون طبيون أن تسعة جنود يعالجون في مستشفى في المنطقة.
و انتهى الحصار على قرية الحوطة في 24 سبتمبر بعد أن سيطرت قوات الأمن على البلدة في محافظة شبوة الجنوبية.

### عام 2011
- 8 كانون الثاني/يناير، 2011: مسلحين يشتبه في أنهم من القاعدة هاجم مسلحون نقطة تفتيش جيش يمنى في حج مما أسفر عن مقتل 4 جنود في اليوم بعد مقتل 12 جنديا في كمين في لودر.[42]

6 مارس، 2011: المسلحة القاعدة يشتبه في أنهم مسلحون إطلاق النار 4 قتلى جنود من الحرس الجمهوري، كما أنها مرت في شاحنة قرب مأرب.
26 مارس، 2011: القاعدة استولت على المدينة سنة في «جنوب اليمن».
27 مارس، 2011: القاعدة المسلحين استولت على المدينة-الحصن وجبل خنفر الاستراتيجي، ومصنع لأسلحة. القتال في سنة استولت اليوم يقال المسبقة.

#### معركة زنجبار
في 27 مايو 2011، هاجم حوالي 300 من المسلحين الإسلاميين واستولت على مدينة زنجبار الساحلية (السكان 20,000). خلال الاستيلاء على المدينة، قتل المسلحون الجنود السبعة، بما في ذلك برتبة عقيد، ومدني واحد.
في الأشهر التي تلت راسخة المسلحين أنفسهم داخل المدينة كما أن الجيش لجأ إلى الهجمات المدفعية والقصف الجوي. ورد المتمردون مع اليومية التفجيرات والهجمات الانتحارية. قبل نهاية هذا العام قتل ما يقرب من 800 في المجموع، مع الخسائر البشرية تكاد تكون متساوية على كلا الجانبين.
في 4 آذار/مارس، المسلحين بشن هجوم ضد كتيبة مدفعية جيش في ضواحي مدينة زنجبار، اجتياح أنه وأسفر عن مصرع 187 جنديا وجرح 135. كما توفي 32 من مقاتلي القاعدة أثناء القتال. المسلحين بمهاجمة قاعدة للجيش بالسيارات المفخخة، وتمكنت من القبض على العربات المدرعة والدبابات، والأسلحة والذخائر. تم القبض على عسكري تم الإبلاغ عنها 55 جنديا في حين جماعة إسلامية مسلحة مسؤوليتها يصل إلى 73 أسروا في الواقع. بدأ الهجوم مع هجوم تضليلية في نهاية واحد من القاعدة، مع القوة المسلحة الرئيسية مهاجمة الطرف الآخر من المجمع. عدة سيارات مفخخة قد انفجرت أمام البوابات، بعدها دخل المهاجمون القاعدة، استولت على أسلحة ثقيلة وتحويلها ضد الجنود. تعزيزات من الآخر القريبة قواعد عسكرية جاءت بعد فوات الأوان بسبب عاصفة رملية. واتضح أيضا أن المطالبات العسكرية السابقة لأخذ العودة من المدينة غير حقيقية، مع أن المسلحين لا تزال السيطرة على معظم من زنجبار وعدد قليل من المدن المحيطة بها، إلا وهي سنة حيث أنهم طافوا الجنديين الأسيرين. في الأيام التي تلت الهجوم، أجرى الجيش الضربات الجوية ضد مواقع المسلحين حول زنجبار التي زعموا قتل 42 من مقاتلي تنظيم القاعدة.

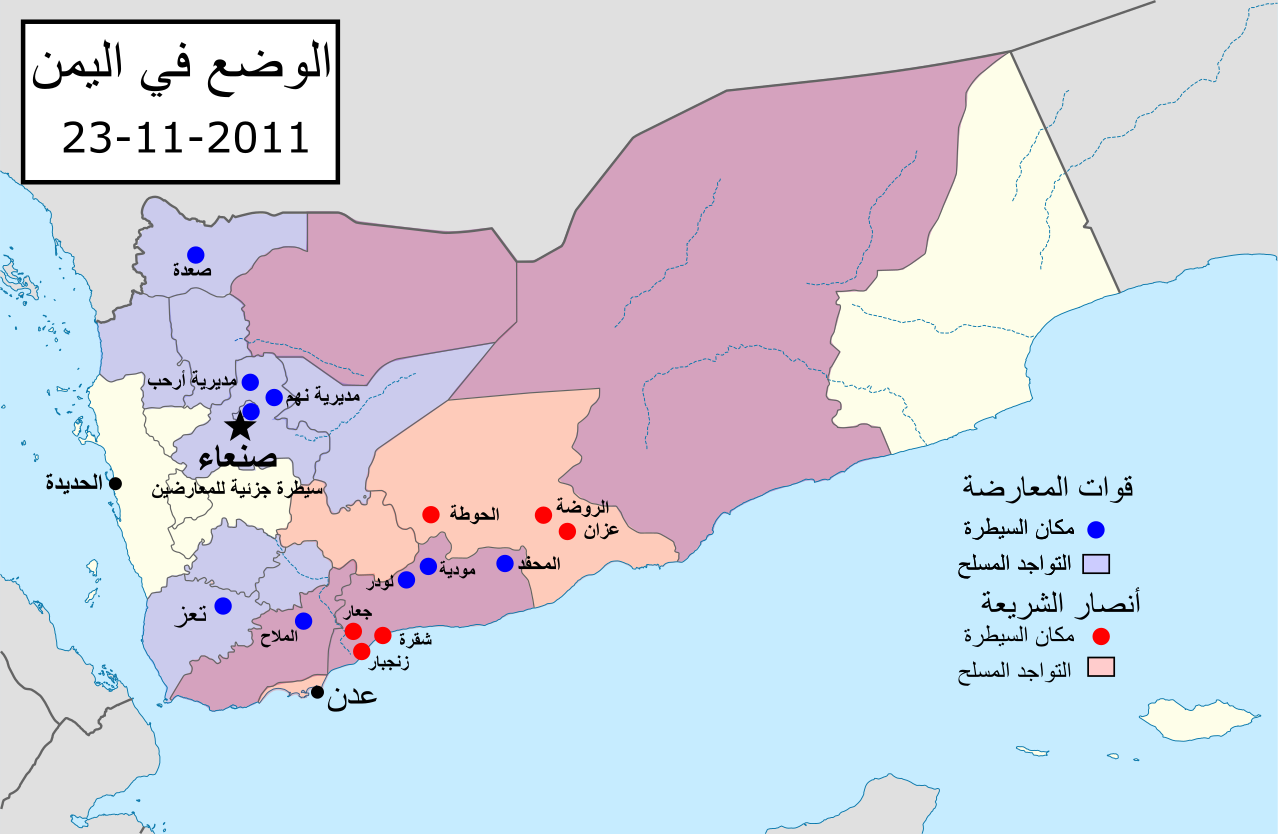
الوضع في اليمن في أكتوبر 2011

جماعة أنصار الشريعة التي أعلنت مسؤوليتها عن الهجوم الذي يعتقد أن إعادة العلامة فقط التجارية تنظيم القاعدة في شبه الجزيرة العربية لجعلها أكثر جاذبية للسكان الريفيين متدين. ثلاثة أيام بعد الهجوم ترك فريق الصليب الأحمر في سنة لعلاج الجنود الجرحى 12 المجموعة وطالب تبادل أسرى مع الحكومة.
وبعد بداية القتال حول مدينة لودر في مطلع نيسان/أبريل، تصاعدت أعمال العنف حول زنجبار كذلك. على الأقل ستة مسلحين واثنين من الجنود اليمنيين قتلوا في تبادل لإطلاق نار في 19 نيسان/أبريل. تلت عملية جيش رئيسية في نهاية الشهر نفسه، مع مئات قوات التي المضي قدما ضد المواقف المتشددة في محافظة أبين. القوات تمكنت من الوصول إلى مركز زنجبار بعد عدة أيام من المعارك، بما في ذلك معركة استمرت ست ساعات مكثفة نهاية يوم 25 نيسان/أبريل. قتل ثلاثة مسلحين في 23، وقتلوا مالا يقل عن 46 في المقاطعة خلال اليومين القادمين، بما في ذلك 15 قرب لودر. وأفرج في البداية لا خسائر الحكومة، بينما في الوقت نفسه منشورات وشريط فيديو نشرته جماعة أنصار بن-الشريعة الواردة تهديدات بقتل الجنود اليمنيين الأسير 85 ما لم تسحب الحكومة قواتها.
يشير العديد من القوى الإسلامية العاملة في محافظة أبين إلى أنفسهم أنصار بن-الشريعة («أنصار الشريعة الإسلامية»).

### 2012
في 14 يناير 2012، سمح لمئات من النازحين من مناطق القتال بالعودة إلى ديارهم في زنجبار بعد أن تم التوصل إلى اتفاق مؤقت بين وحدات الجيش والقوات المتمردة. ووصف السكان المحليين أن نطاق واسع من المدينة قد تدمر وان الجيش حذرهم من العديد من حقول الألغام. ووفقا للتقارير استمر المسلحين بالسيطرة على الجزء الغربي من المدينة، بينما كان شرقها تسيطر عليه القوات الحكومية. وقدر عدد السكان النازحين من العمليات العسكرية ضد المسلحين ما يقرب من 97,000.
أستمرت الهجمات خلال الأسابيع اللاحقة، بما في ذلك هجمات انتحارية في 13 مارس، قرب محافظة البيضاء التي أسفرت عن مقتل أربعة جنود وإصابة أربعة آخرون بجروح خطيرة. بعد هذا الهجوم نشر المسلحون فيديو أعلنوا فيه أسر جندي آخر، ليصل العدد الإجمالي للأسرى من الجنود إلى 74 جندياً، وطالبوا بالإفراج عن مقاتلين تابعين لهم مقابل الجنود.
في 31 مارس، هاجمت مجموعة كبيرة من المسلحين نقطة تفتيش تابعة للجيش في محافظة لحج أثناء الليل، أسفرت عن مقتل 4 من المتمردين و20 من الجنود، وفر المهاجمون واستولوا على اسلحة ثقيلة ودبابتين على الأقل. وقالت القوات الحكومية في وقت لاحق انها قامت بضربات جوية دمرت إحدى الدبابات التي تم الإستيلاء عليها، وقتل ركابها الثلاثة بنجاح.

#### معركة لودر 2012
هجوم لمسلحي القاعدة في 9 أبريل في مدينة لودر جنوب اليمن، أسفر عن مقتل 44 شخصاً بينهم 6 مدنيين و24 من المسلحين و14 جندياً، عندما حاول مسلحي القاعدة من الإستيلاء على مدينة رئيسية بالقرب من لودر.
مصادر الحكومة رفعت عدد الضحايا مرة أخرى في 10 أبريل، وبلغ مجموعها 124 قتيلا في اليومين الماضيين بما في ذلك 102 قتيلاً من المسلحون، و14 جنديا وثمانية مدنيين على الأقل. وأكدت مصادر قبلية محلية عدد القتلى، وأضافت أن بين المتمردين القتلى هناك على الأقل 12 صوماليا وعدد من السعوديين. وقدمت تعزيزات عسكرية إلى المنطقة حيث بدأت طائرات سلاح الجو بقصف مواقع للمتمردين قرب لودر وعلى الطريق الرئيسي المؤدي إلى زنجبار.
وسجلت 51 حالة وفاة على الأقل في 11 أبريل، معظمها من مقاتلين مرتبطين بالقاعدة . وشملت هذه 42 من المسلحون وستة جنود وثلاثة من أفراد اللجان الشعبية التي تدعم الجيش .
اعتبارا من 13 أبريل كانت المعركة لا تزال مشتعله حول المدينة مع الاشتباكات التي تمتد إلى قريب مودية، مدينة أخرى، وبصرف النظر عن لودر التي لا تسيطر على المتمردين في المقاطعة. الهاون كان أبلغ لليوم الثاني على التوالي بالمواطنين المحليين، اصيب ما لا يقل عن 17 مدنيا بجروح، واصيبت محطة الكهرباء الرئيسية بالنار. بعد أرسلت الحكومة سحبت أعضاء 200 آخرين من المسلحين وحدة مكافحة الإرهاب الخروج من المدينة والتراجع باتجاه القرى القريبة من أم سوري ووديع، ترك عدد قليل من القناصة. الحصيلة الرسمية في 13 أبريل بلغ 37، بما في ذلك المسلحون 31، وخمسة من أعضاء مليشيات مدنية قبلية وطفل الذي قتل برصاص أحد قناصة مجهول. وأبلغت سلطات المدينة أن تكون هادئة نسبيا اليوم السبت، مع فقط إطلاق نار متفرقة كسر جدار الصمت. يوم الأحد قتل انتحاري اثنين من أعضاء الميليشيات القبلية عند نقطة تفتيش في حضن al، خارج لودر. ستة مسلحين واثنين من السكان المحليين قتلوا في اشتباكات أخرى في جميع أنحاء المدينة، على وجه التحديد في منطقة تسمى al-مينياسا.
بعد بضعة أيام هادئة، استؤنف القتال في 18 نيسان/أبريل، مع مسلحين في قصف المدينة وقوات الحكومة يأمر الضربات الجوية في الانتقام. طفلين قتلا ودمرت خمسة منازل على الأقل خلال هجمات قذائف الهاون، بينما تأكدت ستة مسلحين قتلوا في الضربات الجوية. في اليوم السابق قد هاجم انتحاري بسيارة نقطة تفتيش تابعة لجيش في ضواحي مدينة لودر، مما أسفر عن مقتل خمسة من الجنود اليمنيين وإصابة أربعة آخرين. في 19 نيسان/أبريل قتل مالا يقل عن سبعة مسلحين بعد مواجهات مع وحدة من جيش على أساس في لودر. يومين لاحقاً الطائرات اليمنية قصفت مواقع المسلحين في ياسوف جبل قريب وال-مينياسا، مما أسفر عن مصرع مالا يقل عن 13 من مقاتلي. في 25أبريل قتل مالا يقل عن ستة مسلحين بعد قافلتهم في كمين نصبه أفراد الميليشيات المحلية. وقتل المتمردون خمسة عشر يومين في وقت سابق بعد حادث مماثل. القتال حول المدينة في 30 أبريل الماضي قتل 12 مسلحا وجندياً وعضوا ميليشيات قبلية.
وفي الوقت نفسه واصل المتمردون هجماتهم عبر البلاد، كنقطة تفتيش تابعة لجيش قرب عدن تعرض لاعتداء على يد مجموعة من الرجال المسلحين في شاحنات بيك آب. في المعركة المسلحة التي تلت ذلك المهاجمين ثمانية على الأقل وجندي يمنى أربعة لقوا مصرعهم، بينما أصيب ثلاثة من مقاتلي تنظيم القاعدة وعضو فرقة الأمن واحد. بالإضافة إلى ذلك، اختطف مسلحون ضابط كبير في المخابرات واثنين من الجنود في بلده رادا جنوب العاصمة صنعاء. كانت المدينة المفقودة بإيجاز إلى الجماعات الإرهابية في كانون الثاني/يناير، قبل أن ينقل قوات الحكومة مرة أخرى بعد بضعة أسابيع. قبل 16 أيار/مايو، استولت اليمن قوات تدعمها ميليشيات موالية للحكومة القبلية الجبلية ياسوف، قوة إستراتيجية فوق المدينة، بعد قتال عنيف. بعد القيام بذلك، وأعلن أن المسلحين فروا لودر.

#### معركة أبين 2012
هجوم شنه الجيش اليمنى ضد مسلحي جماعة أنصار الشريعة وعناصر من تنظيم القاعدة، فيمحافظة أبين بغرض استعادة المدن الخاضعة لسيطرة المسلحين في زنجبار وجعار.
في 12 مايو، بدأ الجيش هجوم واسع لاستعادة جميع مناطق أبين الخارجة عن سيطرته. وأستمر القتال أكثر من شهر وقتل خلاله 567 شخصا، بينهم 429 المقاتلين الإسلاميين و78 من الجنود، و26 من مقاتلي القبائل و34 مدنيا.
في 12 يونيو نجح الجيش اليمنى في استعادة زنجبار وجعار، وأخرج المسلحين بعيداً بعد مواجهات عنيقة، وسقطت مدينة شقرة يوم 15 يونيو بيد الجيش اليمني ومسلحي القبائل، وتراجع المسلحون إلى محافظة شبوة.

#### معركة دوفس في مارس 2012
في 4 مارس، شن المسلحين هجوما ضد كتيبة مدفعية تابعة للجيش في ضواحي مدينة زنجبار، في بلده دوفس الصغيرة، اسفر الهجوم عن مصرع 187 جنديا وجرح 135 آخرين. كما قتل 32 من مقاتلي القاعدة أثناء القتال، هاجم المسلحين قاعدة للجيش بسيارات مفخخة وتمكنوا من الإستيلاء على عربات مدرعة ودبابات، وأسلحة وذخائر، وتم أسر 55 جندياً واعلنت جماعة أنصار الشريعة مسؤوليتها عن الحادث.
بدأ الهجوم الرئيسي مع هجوم آخر لصرف الأنظار عن القوة المسلحة الرئيسية، وانفجرت عدة سيارات مفخخة أمام بوابات القاعدة العسكرية، ودخل بعدها المقاتلون إلى القاعدة العسكرية وأستولوا على أسلحة ثقيلة وأستخدموها ضد الجنود. بالقرب من القاعدة العسكرية تتواجد الكتيبة 115 والكتيبة 119 التي من المفترض أن تدعم القاعدة العسكرية ولكنها لم تتمكن من المساعدة بسبب تعرضها لهجوم آخر.
جائت بعدها تعزيزات أخرى من القواعد العسكرية القريبة بعد فوات الأوان بسبب عاصفة رملية، في مدينة جعار، في الأيام التي تلت الهجوم، قام الجيش بعدة ضربات جوية ضد مواقع المتمردين حول زنجبار التي اسفرت عن قتل 42 من مقاتلي القاعدة.
أعلنت جماعة أنصار الشريعة مسؤوليتها عن الهجوم وسمحت لاحقاً لفريق الهلال الأحمر الطبي في جعار بعلاج 12 جندي من الجرحى، وطالبت الجماعة بتبادل الأسرى مع الحكومة.

#### معركة دوفس 2012
كانت المعركة خلال ثورة الشباب اليمنية بين القوات اليمنية الموالية للحكومة وبين جماعات مسلحة باسم جماعة أنصار الشريعة، دمر المسلحون خلالها كتيبة مدفعية تابعة للواء 39 مدرع الذي كان يستخدم كقاعدة رئيسية لدعم الجيش ضد مسلحي القاعدة وجماعة أنصار الشريعة.
في 4 مارس، شن المسلحين هجوما ضد كتيبة مدفعية تابعة للجيش في ضواحي مدينة زنجبار، في بلده دوفس الصغيرة، اسفر الهجوم عن مصرع 187 جنديا وجرح 135 آخرين. كما قتل 32 من مقاتلي القاعدة أثناء القتال، هاجم المسلحين قاعدة للجيش بسيارات مفخخة وتمكنوا من الإستيلاء على عربات مدرعة ودبابات، وأسلحة وذخائر، وتم أسر 55 جندياً واعلنت جماعة أنصار الشريعة مسؤوليتها عن الحادث.
بدأ الهجوم الرئيسي مع هجوم آخر لصرف الأنظار عن القوة المسلحة الرئيسية، وانفجرت عدة سيارات مفخخة أمام بوابات القاعدة العسكرية، ودخل بعدها المقاتلون إلى القاعدة العسكرية وأستولوا على أسلحة ثقيلة وأستخدموها ضد الجنود. بالقرب من القاعدة العسكرية تتواجد الكتيبة 115 والكتيبة 119 التي من المفترض أن تدعم القاعدة العسكرية ولكنها لم تتمكن من المساعدة بسبب تعرضها لهجوم آخر.
جائت بعدها تعزيزات أخرى من القواعد العسكرية القريبة بعد فوات الأوان بسبب عاصفة رملية، في مدينة جعار، في الأيام التي تلت الهجوم، قام الجيش بعدة ضربات جوية ضد مواقع المتمردين حول زنجبار التي اسفرت عن قتل 42 من مقاتلي القاعدة.
أعلنت جماعة أنصار الشريعة مسؤوليتها عن الهجوم وسمحت لاحقاً لفريق الهلال الأحمر الطبي في جعار بعلاج 12 جندي من الجرحى، وطالبت الجماعة بتبادل الأسرى مع الحكومة.

#### تفجير صنعاء 2012
في 21 مايو 2012، فجر جندي قنبلة انتحارية وسط حشد من الأفراد العسكريين في بداية بروفة لعرض عسكري بمناسبة عيد الوحدة في صنعاء. قتل 96 جندي وأصيب أكثر من 200 آخرين ، وكان ذلك الهجوم الأكثر دموية في تاريخ اليمن. أعلن تنظيم القاعدة في شبه الجزيرة العربية مسؤوليته عن التفجير ووصفه بأنه «ثأر» للهجوم المتواصل من «الأمن المركزي».

### 2013

#### معركة رداع 2013
شن الجيش اليمني هجوم ضد مسلحي جماعة أنصار الشريعة وعناصر من تنظيم القاعدة، في محافظة البيضاء في منطقة رداع ومديرية ولد ربيع وقرية المناسح بغرض استعادة المدن لسيطرة الدولة والإفراج عن 3 معتقلين أجانب لدى المسلحين بعد فشل محادثات وجهود وساطه مع المسلحين للإفراج عن المخطوفين.

#### معركة المكلا 2013
في صباح يوم الاثنين 30 سبتمبر 2013 أقتحم مجموعة من المسلحين التابعين لتنظيم القاعدة مقر قيادة المنطقة العسكرية الثانية، متنكرين بلباس مدني وتتقدمهم سيارة ملغومة بالمتفجرات وقتل في العملية حوالي 12 جندياً، وسيطر المسلحين على المقر لثلاثة أيام  الذي وصفة بيان للتنظيم بأن هذا المكان قد أوكل إليه مهام محاربة الإرهاب في اليمن وأعمال القرصنة،  وأستعادت مجموعة من جنود قوة مكافحة الإرهاب السيطرة على المقر يوم الخميس 3 أكتوبر بقصفه بالقنابل والمتفجرات مما أدى لمقتل جميع من فيه بمن فيهم الرهائن من الجنود والضباط، وقام رئيس هيئة أركان الجيش اللواء أحمد الأشول بتكريم من شاركوا في عملية استعادة المقر ومنحهم ترقيات .

### 2014
بدأ الجيش اليمني عملية برية واسعة في محافظتي شبوة وأبين للقضاء على تنظيم القاعدة الذي اتخذ من جبال عزان في شبوة والمحفد في أبين مواقع لإعادة تنظيم صفوفه وإقامة مراكز للتدريب والتخطيط لتنفيذ عمليات خاطفة استهدفت نقاط تفتيش أمنية وعسكرية وهجمات على مواقع عسكرية خلفت مئات القتلى من الضباط والجنود على مدى العامين الماضيين.

### 2015
أعلن تنظيم القاعدة في جزيرة العرب عن مقتل قائد التنظيم ناصر الوحيشي في غارة طائرة من دون طيّار على مدينة المكلا

### 2016
قتل أكثر من 800 مسلح من تنظيم القاعدة في حملة عسكرية للجيش اليمني بدعم من قوات خاصة إماراتية وسعودية، حسب ما أعلنه التحالف الذي تقوده الرياض

### 2018
مزاعم اماراتية عن حملة ناجحة ضد تنظيم القاعدة في جزيرة العرب، مضلِّلة

### 2019
في يوم ٢٣ مايو/أيار ٢٠١٧، شنت القوات الخاصة الأمريكية أكبر مداهمة برية ضد أهداف للقاعدة جنوبي اليمن,لقي أحد العسكريين الأمريكيين مصرعه أثناء الهجوم، ليصبح أول قتيل في صفوف الجيش الأمريكي خلال حكم ترامب.

### 2020
أعلنت امريكا في السادس من فبراير 2020 عن تنفيذها لعملية عسكرية نوعية في اليمن مكنتها من قتل قاسم الريمي، زعيم “تنظيم القاعدة في شبه الجزيرة العربية”

### 2021
اعتقال الكندي زعيم فرع تنظيم القاعدة في اليمن

### 2022
امريكا تعرض مكافأة مالية ضخمة مقابل معلومات عن قيادي بالقاعدة في اليمن

### 2023
قُتل قائد من قوات الحزام الأمني التابعة للمجلس الانتقالي الجنوبي المدعوم من الإمارات وأصيب 7 جنود آخرين في تفجير استهدف مركبة عسكرية بمديرية مودية في محافظة أبين جنوبي اليمن، وفق مصادر محلية

### 2024
في مارس ٣١ مقتل ثلاثة جنود من قوات الجنوبية في محافظة أبين، وتحديداً في المرتفعات والسلاسل الجبلية الوعرة شرق مديرية مودية جرا كمين من قبل جنود تنظيم القاعدة

## الطائرات بدون طيار وصواريخ كروز الأمريكية
أولاً: الولايات المتحدة قال أنها تستخدم استهدفت قتل في تشرين الثاني/نوفمبر 2002، بتعاون وموافقة من حكومة اليمن.
وكالة المخابرات المركزية الأمريكية-المرتفعات التي تسيطر عليها طيار بريداتور صاروخ هيلفاير على سيارات الدفع الرباعي في الصحراء اليمنية تحتوي على «القائد سالم سنان» al-هاريثي، ملازم يمنية كبار المشتبه فيها إلى تنظيم القاعدة ويعتقد أنهم كانوا العقل المدبر وراء تشرين الأول/أكتوبر 2000 حاملة الطائرات  كول  التفجير الذي أودى بحياة 17 من الأميركيين. وكان على قائمة بالأهداف التي التقاط أو الموت قد تم دعا الرئيس الأمريكي جورج و. بوش. وبالإضافة إلى al-هاريثي، قتل خمسة ركاب أخرى من سيارات الدفع الرباعي، وجميعهم اشتبه في أنهم من إرهابيي القاعدة، وواحد منهم (كمال درويش) كان اميركيا.
في مايو 2010 المخطئين إلينا طيار هجوم يستهدف القاعدة الإرهابيين في «وادي عبيدة»، اليمن قتل خمسة أشخاص، بينهم جابر بن شابواني، نائب محافظ محافظة مأرب الذين كان التوسط بين الحكومة والمسلحين. القتل حتى أغضب رجال القبائل في شابواني أن القوات، مهاجمة مرتين من النفط الرئيسية خط أنابيب في منطقة مأرب في الأسابيع اللاحقة أنهم قاتلوا بشدة مع الحكومة الأمنية.
ووفقا  صحيفة التايمز، في عام 2010 أطلقت الولايات المتحدة، بالتعاون مع مسؤولين يمنيين، أربعة صواريخ كروز على أهداف إرهابية مشتبه فيها في اليمن. وفقا الأوقات، طلب اليمن من الولايات المتحدة وقف الضربات بعد أحد الصواريخ قتل زعيم إحدى القبائل بروييميني، الشيخ جابر بن-شابواني، نائب محافظ محافظة مأرب، أسفر عن قبيلته تحول ضد الحكومة اليمنية. مرات ذكر أيضا أن جنديا من القوات الخاصة الأمريكية على الأرض في اليمن المساعدة في مطاردة عناصر القاعدة.
في 3 يونيو 2011 المأهولة الأمريكية طائرات أو طائرات بدون طيار لهجوم ومقتل أبو على الحارثي، أحد أعوان القاعدة البكلاريوس، والعديد من المشبوهين مسلحة أخرى في إضراب في جنوب اليمن. ويقال أيضا أن قتل أربعة مدنيين في الإضراب. الإضراب نسقه أفيد بأن القوات الخاصة الأمريكية وعملاء وكالة المخابرات المركزية الأمريكية مقرا لها (سانا). ووفقا وكالة أنباء أسوشيتد برس، بدأت الحكومة الأمريكية في عام 2011 بناء قاعدة جوية قرب أو في اليمن من الذي الجيش وكالة المخابرات المركزية الأمريكية والولايات المتحدة تخطط لتشغيل الطائرات بدون طيار فوق اليمن.
30 سبتمبر 2011: أنور العولقي كان هدفا لضربة أميركية بدون طيار قامت بقتله بنجاح مع بضعة مسلحين آخرين بينما كانوا جميعا في نفس السيارة للحصول على وجبة الإفطار.
يشتبه في الولايات المتحدة بدون طيار الضربات قتل مالا يقل عن 9 مسلحين يومي 16 و18 أبريل 2012 في بعض من الأول هذه العمليات في الأشهر. وكانت الضربات اثنين في محافظات شبوة وأبين، التي جزئيا أو معظمها تحت سيطرة المتمردين.

## الارتباطات الخارجية
- اليمن: الوحدة الهشة A
- القاعدة في اليمن: النهضة والرعب
- بعد إحباط محاولة تفجير الجيش الأمريكي، المليات العسكرية للولايات المتحدة في اليمن يمكن أن تكثف-تقرير الفيديو من  «الديمقراطية الآن»!
- Ghaith Abdul-Ahad (29 مايو 2012). "Al Qaeda In Yemen". Frontline. WGBH Educational Foundation. مؤرشف من الأصل في 2015-11-17.